# Pametni televizor
Pametan ili smart televizor (engl. smart television), ponekad nazvan i internet televizor (internet television) ili hibridni televizor (hybrid television), je televizor ili  set-top boks sa integrisanim internetom i Veb 2.0 karakteristikama. Pored tradicionalnih fukcija televizora, ovi uređaji takođe mogu koristiti internet, interaktivne medije kao i video pozive i pristup kućnoj mreži. Pametan televizor ne treba mešati sa internet TV-om (ili onlajn TV-om (online TV)), IPTV ili sa veb TV-om (web TV). Ovaj televizor prima sadržaj preko interneta, umesto tradicionalnih metoda (kablovski ili satelitski mada se interet prenosi ovim metodama).
Kod pametnih televizora operativni sistem je fabrički instaliran ili dostupan preko set-top box-a. Aplikacije koje koristi ovaj uređaj takođe se mogu preuzeti sa prodavnice aplikacija (Google Play, App Store) to je sličan način unošenja aplikacija kao kod pametnih telefona (Smartphones).
Tehnologija koja se koristi kod pametnih televizora se može iskoristi za povezivanje spoljnih uređaja kao što su Set-top Box, Blu-Ray uređaji, igračke konzole i druge mrežom povezane interaktivne uređaje koji koriste televizor za prenos slike. Ovi uređaji omogućavaju gledaocima da traže i puštaju video zapise, filmove, fotografije ili neki drugi sadržaj sa interneta, preko satelita ili neke lokalne memorije.

## Spoljašnje veze
- Samsung Smart Televisions: In Line With The Future
- Samsung Smart TV vs PlayStation Games Streaming Архивирано на веб-сајту  (7. мај 2015)
- Everything you need to know about Smart TVs